# Alpinia nantoensis
Alpinia nantoensis är en enhjärtbladig växtart som beskrevs av F.Y.Lu och Y.W.Kuo. Alpinia nantoensis ingår i släktet Alpinia och familjen Zingiberaceae.
Artens utbredningsområde är Taiwan. Inga underarter finns listade i Catalogue of Life.